# Schleedorf
Schleedorf ist eine Gemeinde im Salzburger Land  im Bezirk Salzburg-Umgebung in Österreich mit 1124 Einwohnern (Stand 1. Jänner 2024).

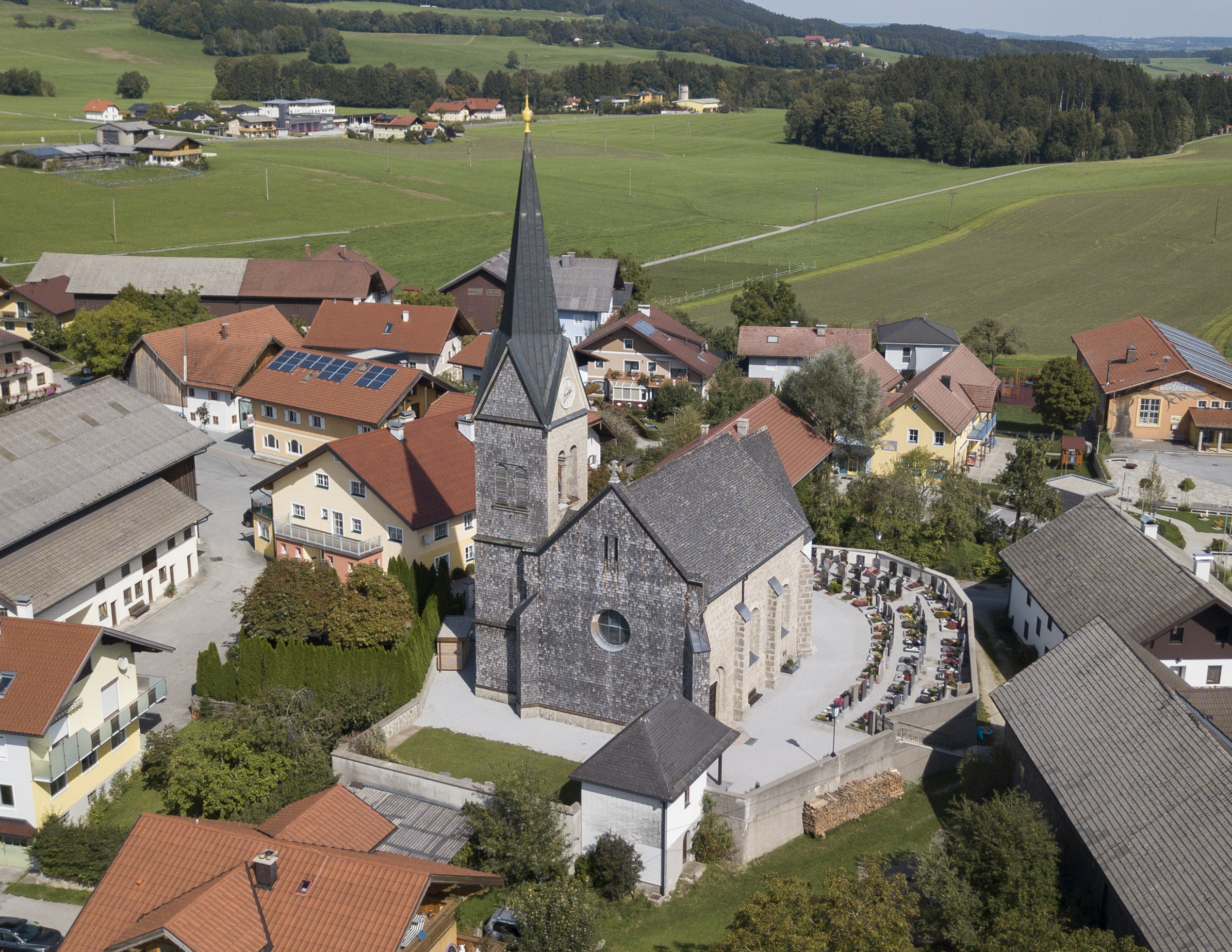
Pfarrkirche Schleedorf

## Geografie
Die Gemeinde liegt im Flachgau im Salzburger Land an der Straße von Köstendorf nach Mattsee.

### Gemeindegliederung
Die Gemeinde besteht aus der einzigen Ortschaft Schleedorf. Ortsteile sind Baumgarten, Dopl, Ed, Engerreich, Eßling, Lengried, Mölkham, Roid, Schwabened und Wallsberg.
Katastralgemeinden sind Schleedorf, Engerreich und Wallsberg. Ein weiterer Gemeindeteil ist Grabenmühle.
Bis Ende Mai 1923 gehörte die Gemeinde zum Gerichtsbezirk Mattsee, 1923–2023 war sie Teil des Gerichtsbezirks Neumarkt bei Salzburg und seither des Gerichtsbezirks Seekirchen am Wallersee.

### Nachbargemeinden
|         | Lochen am See (BR)                          |            |
| Mattsee | Kompassrose, die auf Nachbargemeinden zeigt | Köstendorf |
|         | Seekirchen am Wallersee                     |            |

## Geschichte
Urkundlich nachweisbar ist eine Kirche in Schleedorf bereits im Jahr 1379. Am 9. Dezember 1807 trat der Bischof von Passau, Leopold Leonhard Raymund von Thun, einige innerhalb der Salzburger Landesgrenzen liegende Gebiete – darunter auch Schleedorf – „frei“ an das Erzbistum Salzburg ab. 1891 wurde Schleedorf zur Pfarre erhoben.

### Bevölkerungsentwicklung
Seit 1981 sind sowohl die Geburtenbilanz als auch die Wanderungsbilanz positiv.

## Politik

### Gemeinderat
| Gemeinderatswahl 2024Wahlbeteiligung: 84,8 % 706050403020100 43,7 % (−18,5 %p)34,3 % (+10,3 %p)21,9 % (+8,1 %p) ÖVPFPÖSPÖ20192024 |

Die Gemeindevertretung hat insgesamt 13 Mitglieder.
- Mit den Gemeindevertretungs- und Bürgermeisterwahlen in Salzburg 2004 hatte die Gemeindevertretung folgende Verteilung: 6 ÖVP, 6 SPÖ, und 1 FPÖ.[3]
- Mit den Gemeindevertretungs- und Bürgermeisterwahlen in Salzburg 2009 hatte die Gemeindevertretung folgende Verteilung: 7 ÖVP, 4 SPÖ, und 2 FPÖ.[3]
- Mit den Gemeindevertretungs- und Bürgermeisterwahlen in Salzburg 2014 hatte die Gemeindevertretung folgende Verteilung: 7 ÖVP, 3 FPÖ, und 3 SPÖ.[4]
- Mit den Gemeindevertretungs- und Bürgermeisterwahlen in Salzburg 2019 hatte die Gemeindevertretung folgende Verteilung: 8 ÖVP, 3 FPÖ, und 2 SPÖ.[5]
- Mit den Gemeindevertretungs- und Bürgermeisterwahlen in Salzburg 2024 hat die Gemeindevertretung folgende Verteilung: 6 ÖVP, 4 FPÖ und 3 SPÖ.[6]

### Bürgermeister
- 2009–2024 Hermann Scheipl (ÖVP)[7]
- seit 2024 Martina Berger (ÖVP)[8]

### Wappen
Das Wappen der Gemeinde ist: „In Silber aus dem linken Schildrande wachsend ein grün bekleideter Arm, in der Hand einen naturfarbigen befruchteten Schlehenzweig haltend.“

## Kultur und Sehenswürdigkeiten

Tiefsteinklamm in Schleedorf

- Katholische Pfarrkirche Schleedorf hl. Stephanus
- Schneiderei Wimmer mit dem Schleedorfer Puppenfenster
- Ehemalige Dorfschmiede in der Anton-Winkler-Gasse
- Tiefsteinklamm
- Die Trachtenmusikkapelle Schleedorf feierte im Jahr 2006 ihr 100-jähriges Bestehen.

## Wirtschaft und Infrastruktur

### Wirtschaftssektoren
Von den 39 landwirtschaftlichen Betrieben des Jahres 2010 wurden 29 im Haupterwerb geführt. Diese bewirtschafteten 86 Prozent der Flächen. Im Produktionssektor arbeiteten 44 Erwerbstätige im Bereich Warenherstellung, elf im Baugewerbe. Der mit Abstand größte Arbeitgeber im Dienstleistungssektor war der Bereich soziale und öffentliche Dienste.
| Wirtschaftssektor            | Anzahl Betriebe | Anzahl Betriebe | Erwerbstätige | Erwerbstätige |
| Wirtschaftssektor            | 2011            | 2001            | 2011          | 2001          |
| ---------------------------- | --------------- | --------------- | ------------- | ------------- |
| Land- und Forstwirtschaft 1) | 39              | 46              | 47            | 55            |
| Produktion                   | 12              | 13              | 57            | 70            |
| Dienstleistung               | 47              | 23              | 9 9           | 73            |

1) Betriebe mit Fläche in den Jahren 2010 und 1999

### Berufspendler
Im Jahr 2011 wohnten 559 Erwerbstätige in Schleedorf. Davon arbeiteten 126 in der Gemeinde, drei Viertel pendelten aus.

### Wassergenossenschaft Schleedorf
Nach Planungen seit 2014 wird die Aufbringung von Grundwasser für die Wassergenossenschaft Schleedorf ab 2024 ausgebaut. Ein neuer Hochbehälter mit 200 m³ Speichervermögen wurde ab Frühling 2024 betoniert, womit sich die Speicherkapazität verdoppelt. Bisher wurde nur an der Tiefsteinquelle Wasser gewonnen, nun werden weitere Quellen erschlossen. Im Spätherbst 2024 soll die Erweiterung der Anlage mit Baukosten von 500.000 € (Phase 1) in Betrieb gehen. Durch Wachsen von Einwohnerzahl und Pro-Kopf-Verbrauch, etwa durch private Schwimmbecken, war in den letzten Jahren in Dürrezeiten Trinkwasser im Netz wiederholt knapp.

## Persönlichkeiten

### Söhne und Töchter der Gemeinde
- Josef Klampfer (1892–1962), Krippenkünstler